# Aeromonas hydrophila

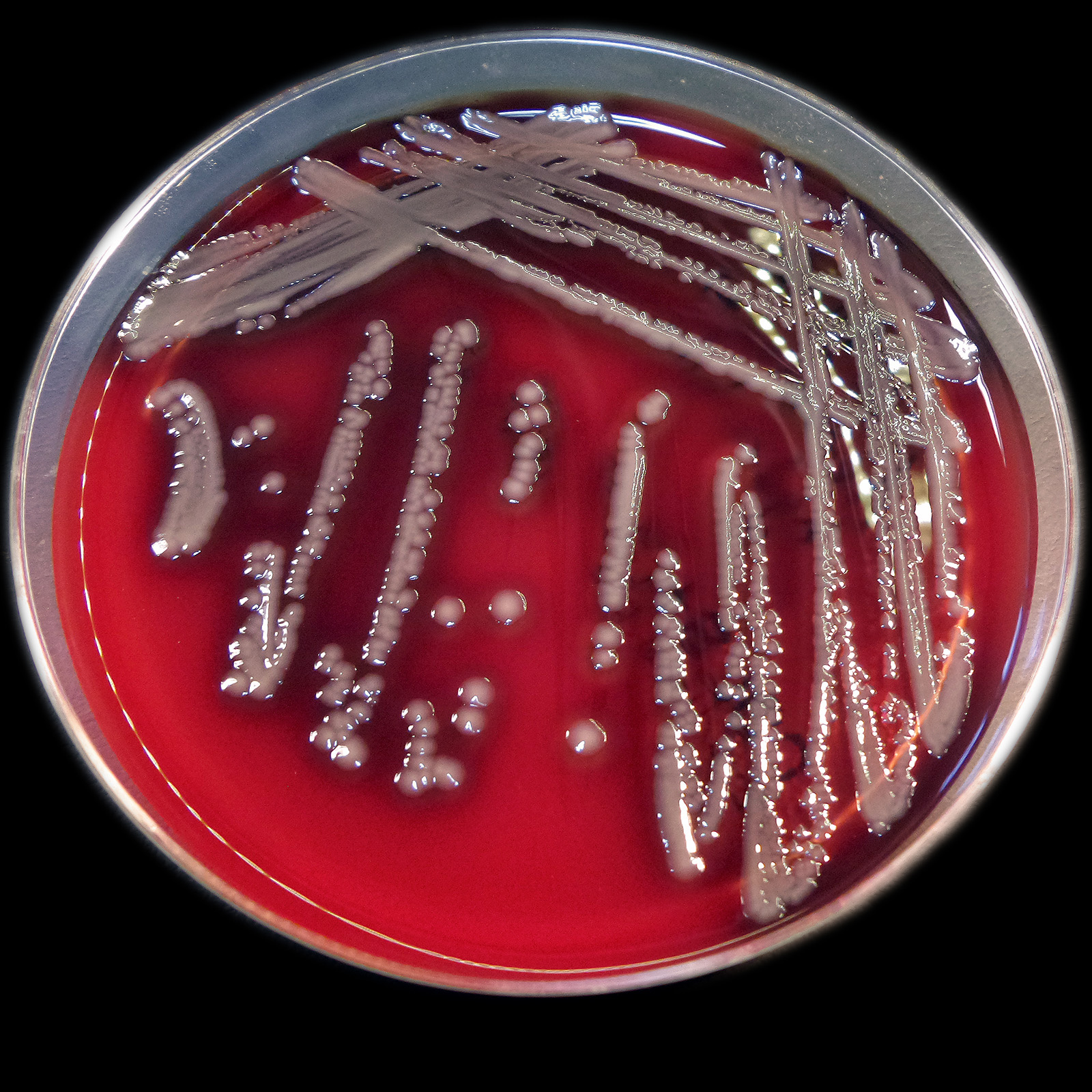
Колонии Aeromonas hydrophila на кровяном агаре

Aeromonas hydrophila (лат.) — гетеротрофная грамотрицательная палочковидная бактерия, обитающая в основном в районах с тёплым климатом. Её можно найти как в пресной, так и в солёной воде. Выживает как в аэробной, так и в анаэробной среде и может разлагать желатин и гемоглобин. Устойчива к большинству распространенных антибиотиков и низким температурам. A. hydrophila является самой известной бактерией из рода Aeromonas.

## Описание
Гидрофильная аэромонада имеет форму коккобациллы с закругленными концами, как правило от 0,3 до 1,0 мкм в ширину и от 1,0 до 3,0 мкм в длину. Передвигается с помощью полярного жгутика. Имеет капсулу. Может расти при низких температурах вплоть до 4 °С.

## Патология
Из-за своей структуры бактерия очень токсична для многих организмов. При попадании в организм своей жертвы, она через кровоток попадает в первый доступный орган. При этом она производит цитотоксический энтеротоксин аэролизин, который может привести к повреждению тканей. А. hydrophila, А. caviae и А. sobria считаются условно-патогенными микроорганизмами, что означает, что они редко заражают здоровых людей. А. hydrophila считают одним из основных патогенов рыб и амфибий. Распространенность бактерии Aeromonas hydrophila в США и её патогенность для человека уже несколько десятилетий является фактом (в частности, проводились клинические и микробиологические исследования диареи, вызванной гидрофильной аэромонадной бактерией). Всестороннее знание о строении генома аэромонад является ключом к пониманию того, как они функционируют.

## Патогенный механизм
Патогенность аэромонад связана с большим количеством внеклеточных белков, таких как липаза, хитиназа, амилаза, желатиназа, гемолизин и цитотоксический энтеротоксин аэролизин. Патогенный механизм их действия основан на использовании особой системы секреции белка, которая экспортирует факторы вирулентности непосредственно в клетки хозяина. Эти факторы подрывают нормальную работу функций клетки хозяина, что помогает вторжению бактерий. В отличие от общего секреторного пути, этот метод срабатывает, когда возбудитель вступает в контакт с клетками хозяина. Токсин АДФ-рибозилирования является одной из эффекторных молекул, выделяемых несколькими патогенными бактериями и способными попасть в цитоплазму хозяина, что приводит к повреждению цитоскелета и апоптозу. Этот токсин был обнаружен у А. hydrophila (патоген человека), А. salmonicida (патоген рыб) и у штамма А. jandaei GV17 (патоген и человека, и рыб).

### Условия возникновения инфекции
Инфекции А. hydrophila наиболее часто возникают во время изменений окружающей среды, стрессов, изменения температуры, в загрязненной среде, и, когда организм уже заражен вирусом или другой бактерией. Эта бактерия также может попадать в организм через пищевые продукты, заражённые ею, такие как морепродукты, мясо, и даже некоторые овощи, такие как ростки и зелень растений. Также она может передаваться через пиявок.

### Рыбы и земноводные
А. hydrophila связана с заболеваниями, встречающимися главным образом у пресноводных рыб и земноводных (амфибий), потому что эти организмы живут в водной среде. Это связано с болезнью, найденной у лягушек и называемой «красная нога», которая вызывает внутреннее, иногда смертельное кровотечение. После заражения  А. hydrophila  у рыбы развивается язва, гниение хвоста и плавников, а также геморрагический сепсис, вызывающий кровоизлияния в жабрах и анальной области, пучеглазие и вздутие живота.

### Болезни человека
А. hydrophila не так патогенна для человека, как для рыб и амфибий. У человека она может вызвать гастроэнтерит, который встречается чаще всего у маленьких детей и людей, которые имеют ослабленную иммунную систему, и проблемы с ростом. Эта бактерия связана с двумя типами гастроэнтерита. Первый тип представляет собой заболевание, аналогичное холере, которое вызывает понос со стулом в виде рисового отвара. Другой тип — это дизентерийный гастроэнтерит, который вызывает стул, заполненный кровью и слизью. Дизентерийный гастроэнтерит является наиболее тяжелой формой из двух типов, и может длиться в течение нескольких недель. А. hydrophila также вызывает такие заболевания, как воспалительный целлюлит, мионекроз и экзему у людей с ослабленной или подавленной (с помощью лекарств) иммунной системой. В очень редких случаях А. hydrophila может привести к некротическому фасцииту.

### Вспышки заболевания
Хотя А. hydrophila может и приводить к серьезным заболеваниям, тем не менее масштабных вспышек зарегистрировано не было. Были зарегистрированы вспышки среди позвоночных, например, эта бактерия была найдена в кишечных трактах ящериц в Пуэрто-Рико. Также небольшая вспышка произошла 1 мая 1988 года в Калифорнии, когда были госпитализированы 219 пациентов.

### Лечение
А. hydrophila можно уничтожить посредством использования 1%-ного раствора гипохлорита натрия или 2%-ного раствора гипохлорита кальция. Во время применения лекарственных пиявок в качестве профилактического лечения рекомендуется применение фторхинолонов. Для уничтожения и контроля заражения А. hydrophila используются такие антибиотики, как хлорамфеникол, тетрациклин, сульфонамид, производные нитрофурана, и пиродинкарбоновые кислоты. В качестве химиотерапевтического агента в предотвращении заболевания рыб бактерией А. hydrophila используется окситетрациклин, который добавляют им в корм.

## Внешние ссылки
- Aeromonas hydrophila ATCC7966